# Explosão no Osasco Plaza Shopping
A explosão no Osasco Plaza Shopping foi uma explosão causada por um vazamento de gás, que ocorreu no dia 11 de junho de 1996 na praça de alimentação do Osasco Plaza Shopping, localizado em Osasco, no Brasil. A explosão causou a morte de 42 pessoas e o ferimento de 372.

## Antecedentes
O Osasco Plaza Shopping foi inaugurado no dia 19 de abril de 1995 com investimentos de vinte a trinta milhões de dólares.

## Explosão e reações
Às 12h15min do dia 11 de junho de 1996, véspera do Dia dos Namorados, ocorreu uma explosão na praça de alimentação Osasco Plaza Shopping, inicialmente de causa desconhecida. O chão da praça se rompeu, jogando o piso para o alto e derrubando o teto do local. No momento da explosão, haviam mais de duas mil pessoas no shopping.
Durante o dia, chegavam várias ambulâncias para socorrer as pessoas. A partir da 19h, "apenas carros funerários". Vanessa di Sevo, então repórter da CBN e que acompanhou os desdobramentos do acidente, disse que o hospital da cidade carecia de estrutura para receber os feridos; "lembro que não tinha esparadrapo e [gaze] no hospital para onde as vítimas foram levadas inicialmente, tanto que o Corpo de Bombeiros pediu doações." O Hospital Regional de Osasco serviu como central de atendimento às vítimas e familiares.
Os bombeiros usavam cães farejadores para tentar localizar pessoas presas nos escombros. Às 18h30min, o tenente-coronel do Corpo de Bombeiros, Jair de Lima, disse que seria um "milagre" encontrar novos sobreviventes no local. O então prefeito Celso Giglio declarou luto oficial de três dias, e o então presidente Fernando Henrique Cardoso lamentou o caso.
No dia seguinte, Celso disse que estava preparando o Ginásio Municipal José Liberati para receber os corpos que seriam velados. Seiscentas pessoas doaram sangue para ajudar as vítimas. No total, foram três dias de trabalhos dos bombeiros para resgatar vítimas e corpos.
Boatos surgiram dizendo que a vidente Mãe Dináh havia previsto o acidente, mas ela negou: "Se tivesse adivinhado esse acidente, teria avisado". Os boatos começaram depois que ela disse que algum prédio de Jundiaí iria cair.

## Investigação
No início, já havia uma suspeita de que a explosão teria sido causada por um vazamento de gás, pois a explosão levantou o piso, e lojistas disseram que sentiam cheiro de gás no shopping há algum tempo. Isso foi inicialmente negado pelo shopping. O superintendente David da Rocha disse que a explosão não havia sido causada por explosão de botijão, pois o piso levantou, e também descartou que a causa havia sido um vazamento de gás. Mais tarde, foi comprovado que a explosão foi causada por um vazamento de gás que passava na tubulação abaixo do piso da praça de alimentação, que teve contato com alguma faísca. O bombeiro De Nicolo, da perícia, disse que o shopping foi construído num terreno pantanoso, e a construtora fez uma laje de concreto, um porão de concreto e por cima dele outra laje, para assentar o prédio; o gás estava concentrado ali.
A explosão causou prejuízos com obras civis e instalação das lojas calculados em aproximadamente 2,5 milhões de reais, matando 42 pessoas e ferindo 372. A Justiça de São Paulo condenou cinco pessoas pela explosão, em 1999. Seis anos mais tarde, todos foram absolvidos por falta de provas. As vítimas foram indenizadas depois que o shopping recorreu ao Superior Tribunal de Justiça. Segundo o shopping, até junho de 1999, 77 acordos indenizatórios haviam sido fechados com parentes e vítimas, com as indenizações por perdas e danos somando quase 3,7 milhões de reais (47,7 mil por pessoa), e o shopping disse ter gasto outros 2,7 milhões com assistência médica, social e transporte para as vítimas. Parte dos feridos e de parentes dos mortos não aceitaram os valores e protestaram em frente ao shopping.